# Dietrich Bahner junior
 Dietrich Bahner (* 8. Juni 1939 in Berlin; † 21. Mai 2009 ebenda) war ein deutscher Politiker (CDU, DA). Er war vom 12. Dezember 1979 bis 29. März 1983 für zwei Wahlperioden Mitglied des Deutschen Bundestages. Im Jahr 1984 verließ er die CDU und versuchte erfolglos die Partei Demokratische Alternative (DA) zu etablieren.

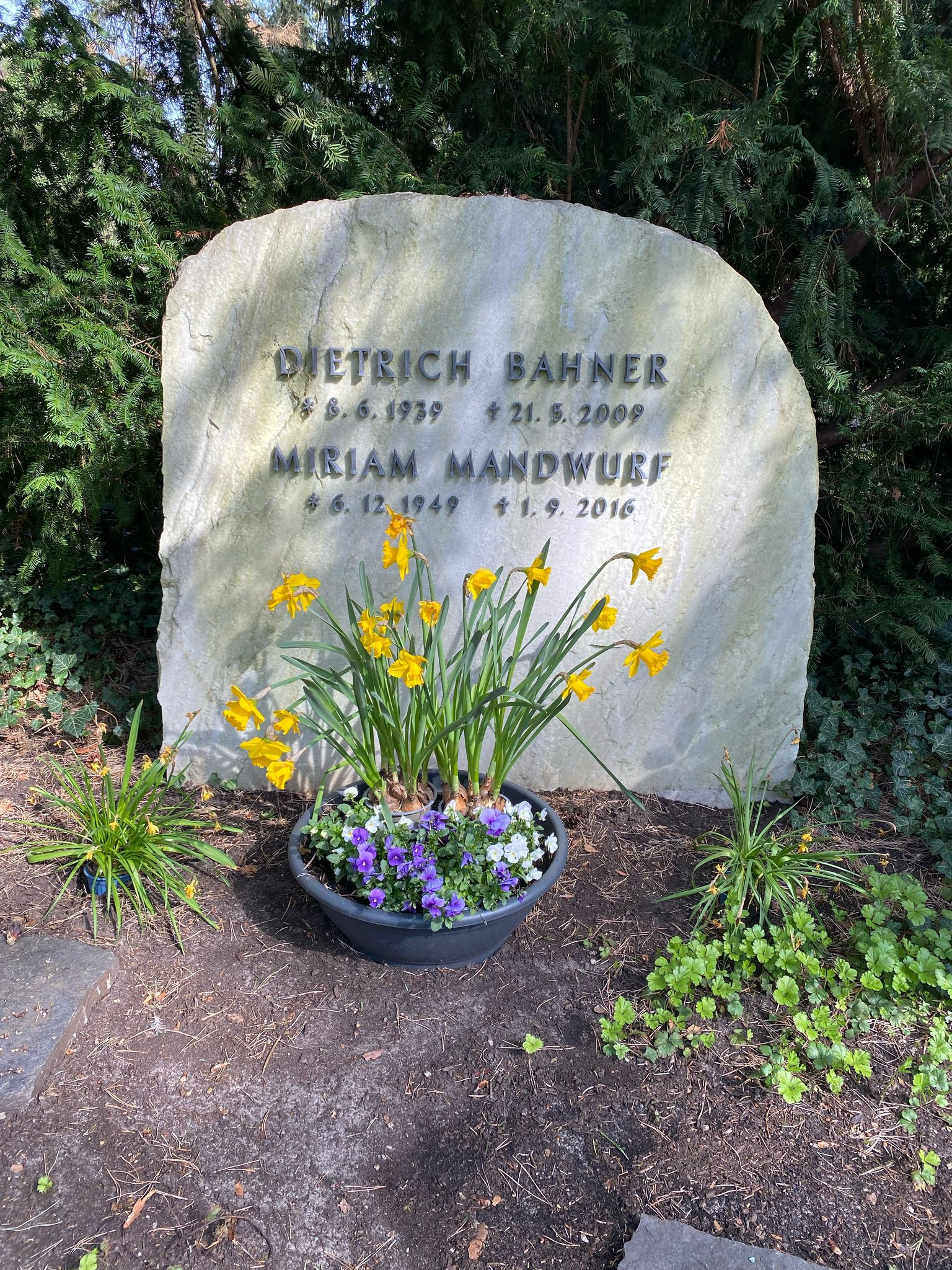
Grabstätte auf dem Waldfriedhof Dahlem

## Leben
Bahner besuchte das Realgymnasium in Augsburg und machte dort 1959 sein Abitur. Der Sohn des Industriellen und FDP-Politikers gleichen Namens, Dietrich Bahner senior, machte anschließend eine Ausbildung in einer Schuhfabrik und einem Schuhhandel und hielt sich einige Zeit in Frankreich und England auf. Nach seiner Rückkehr studierte er an der Universität Berlin Wirtschafts- und Sozialwissenschaften. Nach dem Studium arbeitete er als Geschäftsführer in der Schuhindustrie. Außerdem war er auch im Vorstand anderer Firmen tätig.
Dietrich Bahner ruht auf dem Waldfriedhof Dahlem.  

## Politik
Bahner war seit 1971 Mitglied der CDU, ein Jahr später war er Vorsitzender des Ortsverbandes in Berlin-Wedding. In den Jahren 1973 und 1974 war er stellvertretender Vorsitzender der Jungen Union Berlin. Er war sowohl Kreisvorsitzender der CDU in Berlin-Wedding als auch Mitglied im Bundesvorstand des Wirtschaftsrates der CDU. Von 1975 bis 1979 gehörte er dem Abgeordnetenhaus von Berlin an und trat dort zurück, um am 12. September 1979 den Abgeordneten Jürgen Wohlrabe im Bundestag zu ersetzen. Bei der Bundestagswahl 1980 wurde er erneut als Berliner Abgeordneter in den Bundestag entsandt. Er war Mitglied im Petitionsausschuss und im Ausschuss für Arbeit und Sozialordnung. Nach seinem Ausscheiden aus dem Bundestag trat Bahner aus der CDU aus und gründete die Demokratische Alternative für Umweltschutz, Steuerzahler und Arbeitsplätze, mit der er 1985 und 1989 erfolglos in Berlin kandidierte.